# Лясковець (Монецький повіт)
Лясковець (пол. Laskowiec) — село в Польщі, у гміні Тшцянне Монецького повіту Підляського воєводства.
Населення — 157 осіб (2011).
У 1975-1998 роках село належало до Білостоцького воєводства.

## Демографія
Демографічна структура станом на 31 березня 2011 року:
|          | Загалом | Допрацездатний вік | Працездатний вік | Постпрацездатний вік |
| -------- | ------- | ------------------ | ---------------- | -------------------- |
| Чоловіки | 81      | 16                 | 54               | 11                   |
| Жінки    | 76      | 8                  | 42               | 26                   |
| Разом    | 157     | 24                 | 96               | 37                   |